# (74449) 1999 CR22
(74449) 1999 CR22 – planetoida z pasa głównego asteroid okrążająca Słońce w ciągu 5,1 lat w średniej odległości 2,96 j.a. Odkryta 10 lutego 1999 roku.